# Alagoa Nova (ort)
Alagoa Nova är en ort i Brasilien.   Den ligger i kommunen Alagoa Nova och delstaten Paraíba, i den östra delen av landet, 1 600 kilometer nordost om huvudstaden Brasília. Alagoa Nova ligger 440 meter över havet och antalet invånare är 9 182.
Terrängen runt Alagoa Nova är kuperad österut, men västerut är den platt. Terrängen runt Alagoa Nova sluttar österut. Närmaste större samhälle är Esperança, 11,7 kilometer väster om Alagoa Nova.
Omgivningarna runt Alagoa Nova är en mosaik av jordbruksmark och naturlig växtlighet. Runt Alagoa Nova är det ganska tätbefolkat, med 56 invånare per kvadratkilometer.